# Acordo De Gasperi-Gruber
O Acordo De Gasperi-Gruber (em italiano:  Accordo De Gasperi-Gruber, em alemão:  Gruber-De-Gasperi-Abkommen) é um tratado internacional assinado em 5 de setembro de 1946 em Paris, entre Itália e Áustria, que permitiu que o Tirol do Sul permanecesse parte da Itália sem referendo, assegurando a sua autonomia e a utilização da língua alemã e língua italiana como oficiais.
Tem esta designação devido aos nomes dos ministros das Relações Exteriores da Itália (Alcide De Gasperi) e da Áustria (Karl Gruber).[carece de fontes?]
A origem do acordo está nas medidas de italianização do governo fascista de Mussolini, que perturbaram a população local, que exigia autogoverno ou o retorno à Áustria. A falta de respeito pelo tratado pelo governo italiano levou a Organização das Nações Unidas a emitir, em 1960, as Resoluções 1497 e 1661.[carece de fontes?]